# Pherozeshah Mehta
Pherozeshah Mehta, né le 4 août 1845 et mort le 5 novembre 1915, est un homme politique indien parsi. Actif sous le Raj britannique, il fut partisan d'une autonomie de l'Inde et est considéré comme un modéré au sein du Congrès national indien, au sein duquel il s'est notamment fait remarquer en 1890 en développant l'idée du nationalisme indien. En 1907, il est président du Congrès national indien. En 1893, il a été élu au sein du Conseil législatif impérial.
Il est aussi connu pour avoir fondé le journal Bombay Chronicle et avoir participé à l'établissement de la Central Bank of India.